# Giải Irving Langmuir
Giải Irving Langmuir là một giải thưởng về Vật lý và Hóa học được trao hàng năm luân phiên bởi Hội Hóa học Hoa Kỳ trong các năm chẵn và Hội Vật lý Hoa Kỳ trong các năm lẻ.
Giải nhằm nhìn nhận công lao và khuyến khích các nghiên cứu nổi bật trong liên môn Vật lý - Hóa học theo tinh thần Irving Langmuir. Người được đề cử phải có đóng góp xuất sắc trong môn lý hóa hoặc hóa lý trong vòng 10 năm trước khi trao giải, và phải cư ngụ tại Hoa Kỳ.

## Các người đoạt giải
Nguồn: American Physical Society
- 2015 Jens K. Norskov
- 2014 Mark A. Johnson
- 2013 Wilson Ho
- 2012 James L. Skinner
- 2011 Stephen Leone
- 2010 A. Welford Castleman Jr.
- 2009 W.E. Moerner
- 2008 Daniel M. Neumark
- 2007 Gabor A. Somorjai
- 2006 F. Fleming Crim, Jr.
- 2005 David Chandler
- 2004 Mark A. Ratner
- 2003 Phaedon Avouris
- 2002 Mostafa A. El-Sayed
- 2001 Louis E. Brus
- 2000 Richard J. Saykally
- 1999 Daniel Kivelson
- 1998 Alexander Pines
- 1997 Jack H. Freed
- 1996 W. Carl Lineberger
- 1995 George B. Benedek
- 1994 Robert G. Parr
- 1993 J. David Litster
- 1992 John Ross
- 1991 Richard E. Smalley
- 1990 William H. Miller
- 1989 Frank H. Stillinger
- 1988 Richard B. Bernstein
- 1987 Martin Karplus
- 1986 Sidney W. Benson
- 1985 Richard N. Zare
- 1984 Robert W. Zwanzig
- 1983 Dudley R. Herschbach
- 1982 Benjamin Widom
- 1981 Willis H. Flygare
- 1980 William A. Klemperer
- 1979 Donald S. McClure
- 1978 Rudolph A. Marcus
- 1977 Aneesur Rahman
- 1976 John S. Waugh
- 1975 Robert H. Cole
- 1974 Harry G. Drickamer
- 1973 Peter M. Rentzepis
- 1972 Harden M. McConnell
- 1971 Michael E. Fisher
- 1970 John A. Pople
- 1969 Charles P. Slichter
- 1968 Henry Eyring
- 1967 John C. Slater
- 1966 Herbert S. Gutowsky
- 1965 John H. Van Vleck
- 1936 John Gamble Kirkwood[1]
- 1931 Linus Pauling